# Kétou
Kétou är en kommun i departementet Plateau i Benin. Kommunen hade 157 352 invånare år 2013.